# Sandsværs kommun
Sandsværs kommun (norska: Sandsvær kommune) var en kommun i Buskerud fylke i sydöstra Norge. Kommunen hade en omfattning motsvarande den södra delen av nuvarande Kongsbergs kommun.

## Administrativ historik
Sandsværs kommun upprättades den 1 januari 1838 (som Sandsvær formannskapsdistrikt) när Formannskapslovene från 1837 trädde i kraft.
Den 1 januari 1908 delades kommunen i två och de båda kommunerna Ytre Sandsvær respektive  Øvre Sandsvær bildades. Den gamla kommunen hade vid delningen totalt 5 709 invånare.